# Scirrotherium
Lo scirroterio (gen. Scirrotherium) è un mammifero xenartro estinto, appartenente ai cingolati. Visse tra il Miocene medio e il Pliocene inferiore (circa 14 - 5 milioni di anni fa) e i suoi resti fossili sono stati ritrovati in Sudamerica.

## Descrizione
Questo animale era piuttosto simile a un attuale armadillo gigante, e come quest'ultimo non poteva appallottolarsi come invece fanno gli altri armadilli. Scirrotherium è noto per resti parziali che includono un cranio, una mandibola frammentaria, vertebre e parti del carapace. Scirrotherium era leggermente più piccolo rispetto all'affine Kraglievichia, ma più grande dell'altrettanto analogo Vassallia. Scirrotherium era caratterizzato da molari cilindrici e da un ottavo molare inferiore bilobato, caratteristiche che lo distinguevano dagli altri pampateriidi. Inoltre, nella terza vertebra toracica, vi era una piccola superficie a forma di disco, che si suppone avesse avuto un po' di mobilità. Nella specie tipo, Scirrotherium hondaensis, gli osteodermi fissi erano dotati di un minor numero di forami disposti a forma di arco, con una concavità posteriore e un'elevazione centrale longitudinale più stretta, delimitata da depressioni longitudinali della superficie. Altri osteodermi attribuiti alla specie S. carinatum mostrano invece forami anteriori degli osteodermi mobili disposti in fila e un'elevazione centrale carenata.

## Classificazione
Il genere Scirrotherium (il cui nome significa "bestia ricoperta") venne istituito nel 1997, sulla base di resti fossili rinvenuti in Colombia nella zona di La Venta, nei pressi della città di Honda (dipartimento di Tolima), in terreni risalenti al Miocene medio; la specie tipo è Scirrotherium hondaensis. Osteodermi rinvenuti in varie zone del Sudamerica in terreni più recenti, provenienti dalla Formazione Ituzaingó nella provincia di Entre Ríos in Argentina, dalla Formazione Puerto Madryn nella penisola di Valdes in Patagonia  e dalla Formazione Solimões nello Stato di Acre in Brasile, sono stati descritti come una nuova specie, S. carinatum.